# National Trust (Australia)
The Australian Council of National Trusts (ACNT) è un'organizzazione non governativa, creata per la promozione e la conservazione dell'Australia indigena, dell'eredità naturale e storica aiutando il lavoro dello State Trusts.
The Australian Council of National Trusts (ACNT), è stato formato nel 1965, seleziona i monumenti negli otto stati che sono: Territorio della Capitale Australiana, Nuovo Galles del Sud, Territorio del Nord, Queensland, Australia Meridionale, Tasmania, Vittoria e Australia Occidentale.
Collettivamente, il cittadino si fida di possedere o gestire oltre 300 posti storici (la maggioranza tenuta nella perpetuità), e gestisce una mano d'opera volontaria di 7000 persone mentre però impiega circa 350 persone assunte dallo Stato. Ogni anno tutte le proprietà, le collezioni e i monumenti ricevono circa 1.000.000 di visitatori.

## Territorio della Capitale Australiana
- Hill Station, iscritto il 28 maggio 1998[1] - Canberra
- Rosebud Apiary, iscritto il 28 maggio 1998[2] - Canberra
- Old Parliament House, iscritto il 28 maggio 1998[3] - Canberra
- Westbourne Woods Incinerator, iscritto il 28 maggio 1998[4] - Canberra
- Gorman House, iscritto il 16 aprile 1998[5] -
- Hotel Canberra, iscritto l'11 marzo 1998[6] -
- Hotel Kurrajong, iscritto l'11 marzo 1998[7] -
- National Library of Australia, iscritto il 22 gennaio 1998[8] - vicino al lago Burley Griffin
- Jerrabomberra Wetlands, iscritto il 20 novembre 1997[9] - Molonglo River
- Deakin Anticline, iscritto il 20 novembre 1997[10] - Canberra
- Lambrigg and Farrer's Grave, iscritto il 20 novembre 1997[11] - Tharwa
- Blundell's Cottage, iscritto il 20 novembre 1997[12] - Canberra

## Nuovo Galles del Sud
- Ahisma[13] - Cheltenham
- Balmain Watch House[14] - Balmain
- Brough House[15] - Maitland
- Golden Vale[16]
- Juniper Hall[17] - Paddington

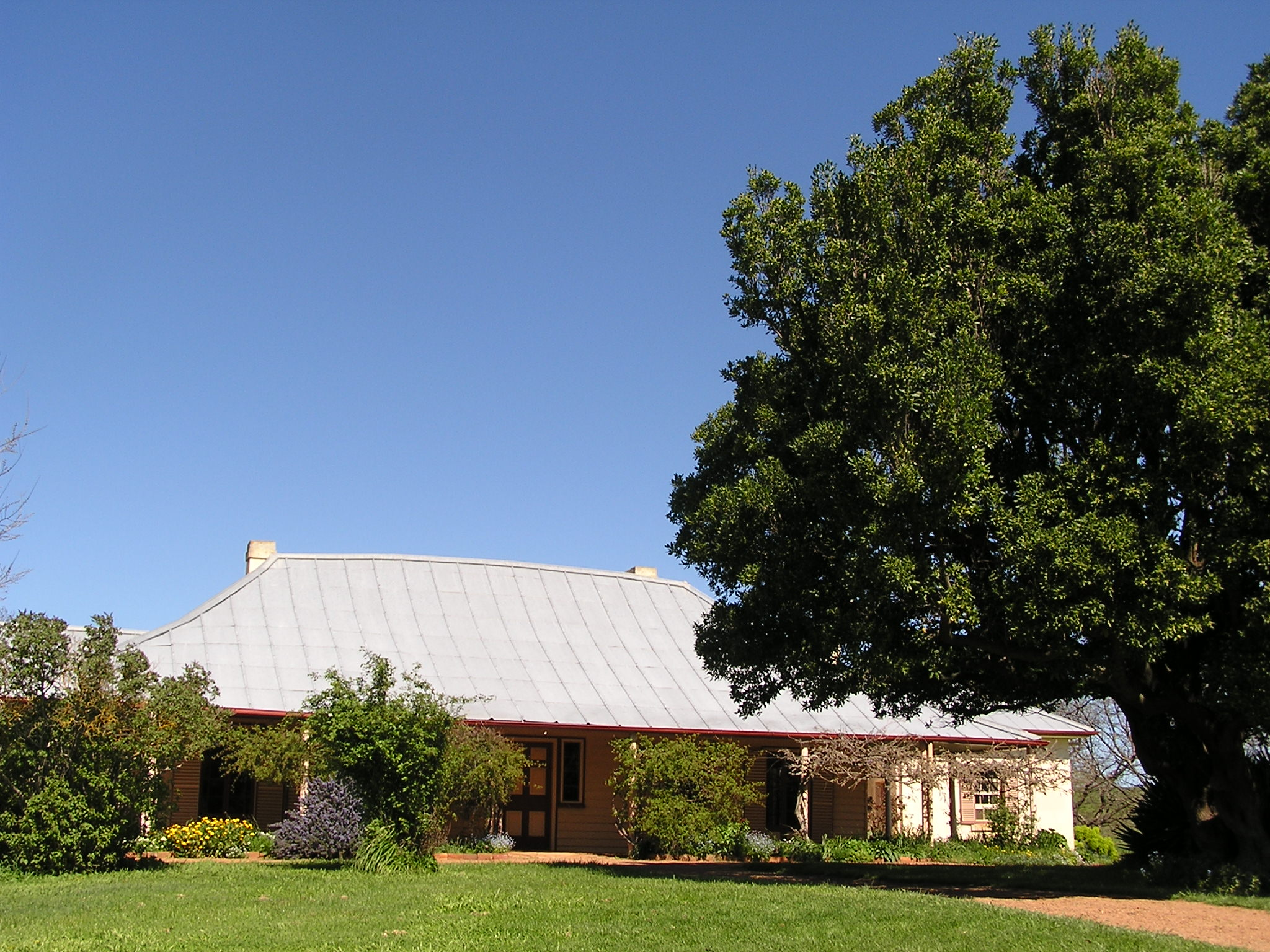
La casa di Hamilton Hume: Cottage di Cooma a Yass

- Ludovic Blackwood Memorial Sanctuary[18] - Corner
- Club House[19] - Sydney 2000
- Stella James House[20] - Avalon
- Bedervale[21] - Braidwood
- Cooma Cottage[22] - Yass
- Dalwood House[23] - Branxton
- Dundullimal[24] - Dubbo
- Everglades Gardens[25] - Leura
- Experiment Farm Cottage[26] - Harris Park
- Grossmann House[27] - Maitland
- Harper's Mansion[28] - Berrima
- Lindesay[29] - Darling Point
- Macquaries Tomb[30] - Isola di Ulva
- Miss Porter's House[31] - Newcastle
- Miss Traill's House & Garden[32] - Bathurst
- Norman Lindsay Gallery[33] - Faulconbridge
- Old Government House[34] - Parramatta
- Riversdale[35] - Goulburn
- Saumarez Homestead[36] - Armidale
- S. H. Ervin Gallery[37] - The Rocks
- Sir Henry Parkes Memorial School of Arts[38] - Tenterfield
- St Ignatius Convent School[39] - Wentworth
- Tomago House[40] - Tomago
- Vienna Cottage[41] - Hunter's Hill
- Wirrimbirra Sanctuary[42] - tra Tahmoor e Bargo
- Woodford Academy[43] - Woodford

## Territorio del Nord
- Borroloola Police Station Museum, iscritto il 6 aprile 1994[44] - Borroloola
- Brown's Mart, iscritto il 19 marzo 1996[45] - Darwin
- C-47 Aeroplane Wreck- A65-115, iscritto il 29 agosto 2007[46] - Darwin Harbor
- Daly Waters Aviation Complex, iscritto il 12 ottobre 1994[47] - Daly Waters
- Harts Range Mica Mine Complex, iscritto il 26 ottobre 2005[48] - Alice Springs
- Katherine Railway Precinct, iscritto il 7 dicembre 1994[49] - Katherine
- Myilly Point Precinct, iscritto il 4 gennaio 1995[50], Darwin
- Stuart Town Gaol, iscritto il 19 gennaio 1994[51] - Alice Springs
- O'Keeffe Residence, iscritto il 3 agosto 1994[52] - Katherine
- Pine Creek Post Office and Repeater Station, iscritto il 31 maggio 1995[53] - Pine Creek
- Pine Creek Railway Precinct, iscritto il 6 aprile 1994[54] - Pine Creek
- Tennant Creek Hospital Outpatients Department, iscritto il 25 ottobre 1995[55] - Tennant Creek

## Queensland
- Brennan and Geraghtys Store[56], Maryborough
- Currumbin Wildlife Sanctuary[57], Gold Coast
- Hou Wang Chinese Temple and Museum[58], Atherton
- James Cook Museum[59], Cooktown
- National Trust Heritage Centre[60], Townsville
- Stock Exchange Arcade[61], Charters Towers
- Tent House[62], Mount Isa
- Royal Bull's Head Inn[63], Toowoomba
- Moon's Reserve[64], Brookfield
- Wolston House[65], Wacol
- Charters Towers Museum[66], Charters Towers

## Australia Meridionale
- 1910 Congregational Church[67], Keith
- Ayers House[68] - Adelaide
- Beaumont House[69] - Beaumont
- Cape Jaffa Lighthouse[70] - Kingston
- Ceduna Museum[71] - Ceduna
- Cobdogla Irrigation Museum[72] - Barmera
- Collingrove Homestead[73] - Angaston
- Courthouse Museum[74] - Millicent
- Crystal Brook Heritage Centre[75] - Crystal Brook
- Customs House[76] - Robe
- Early Settler's Cottage[77] - Keith
- Encounter Coast Discovery Centre[78] - Victor Harbor
- Gamble Cottage[79] - Blackwood
- Glencoe Woolshed[80] - Mount Gambier
- Goolwa Museum[81] - Goolwa
- Hope Cottage Museum[82] - Mount Barker
- Hughes Pump House[83] - Moonta
- Jamestown Railway Station and Goods Shed[84] - Jamestown
- Koppio Smithy Museum[85] - Koppio
- Maitland Museum[86] - Maitland
- Matta House[87] - Kadina
- Mill Cottage[88] - Port Lincoln
- Millicent Museum[89] - Millicent
- Minlaton Museum[90] - Minlaton
- Miners Cottage and Heritage Garden[91] - Moonta
- Moonta Mines Public School[92] - Moonta
- Moonta Mines Sweets Shop[93] - Moonta
- Mount Laura Station[94] - Whyalla
- Napper's Accommodation House[95] - Barmera
- Old Centenary Hall[96] - Balaklava
- Old Council Chambers[97] - Cleve
- Old Highercombe Hotel[98] - Tea Tree Gully
- Old Telegraph Station[99] - Gawler
- Old Police Station and Courthouse[100] - Auburn
- Old Police Station[101] - Clare
- Old Railway Superintendent's Cottage[102] - Goolwa
- Old Wool and Grain Store[103] - Beachport
- Olivewood[104] - Renmark
- Overland Corner Hotel[105] - Overland Corner
- Penneshaw Maritime and Folk Museum[106] - Penneshaw, Isola dei Canguri
- Petticoat Lane[107] - Penola
- Police Station and Courthouse[108] - Strathalbyn
- Railway Station and Customs House[109] - Port Pirie
- The Sheep's Back[110] - Naracoorte
- Sampson's cottage[111] - Port Pirie
- Stangate House and Garden[112] - Mount Lofty
- Streaky Bay Museum[113] - Streaky Bay
- Wallaroo Heritage and Nautical Museum[114] - Wallaroo
- Wellington Courthouse[115], Wellington
- Willunga Courthouse Museum[116] - Willunga
- Winn's Bakehouse[117] - Coromandel Valley

## Tasmania
- Clarendon[118], Evandale
- Franklin House[119], Launceston
- Home Hill (Tas)[120], Devonport
- Latrobe Court House[121], Latrobe
- Oak Lodge[122], Richmond
- Old Umbrella Shop[123], Launceston
- Penghana[124], Queenstown
- Penitentiary Chapel and Criminal Courts[125], Hobart
- Runnymede[126], Hobart
- White House[127], Westbury

## Victoria
[[File:20051210ChilternLakeViewHouseHomeHenryHandelRichardson 003.jpg|thumb|upright=1.6|Lake View Homestead, Chiltern. La casa è stata accettata dal National Trust dell'Australia nel 1967.{{Collegamento interrotto|1=(ABC News story) ]]

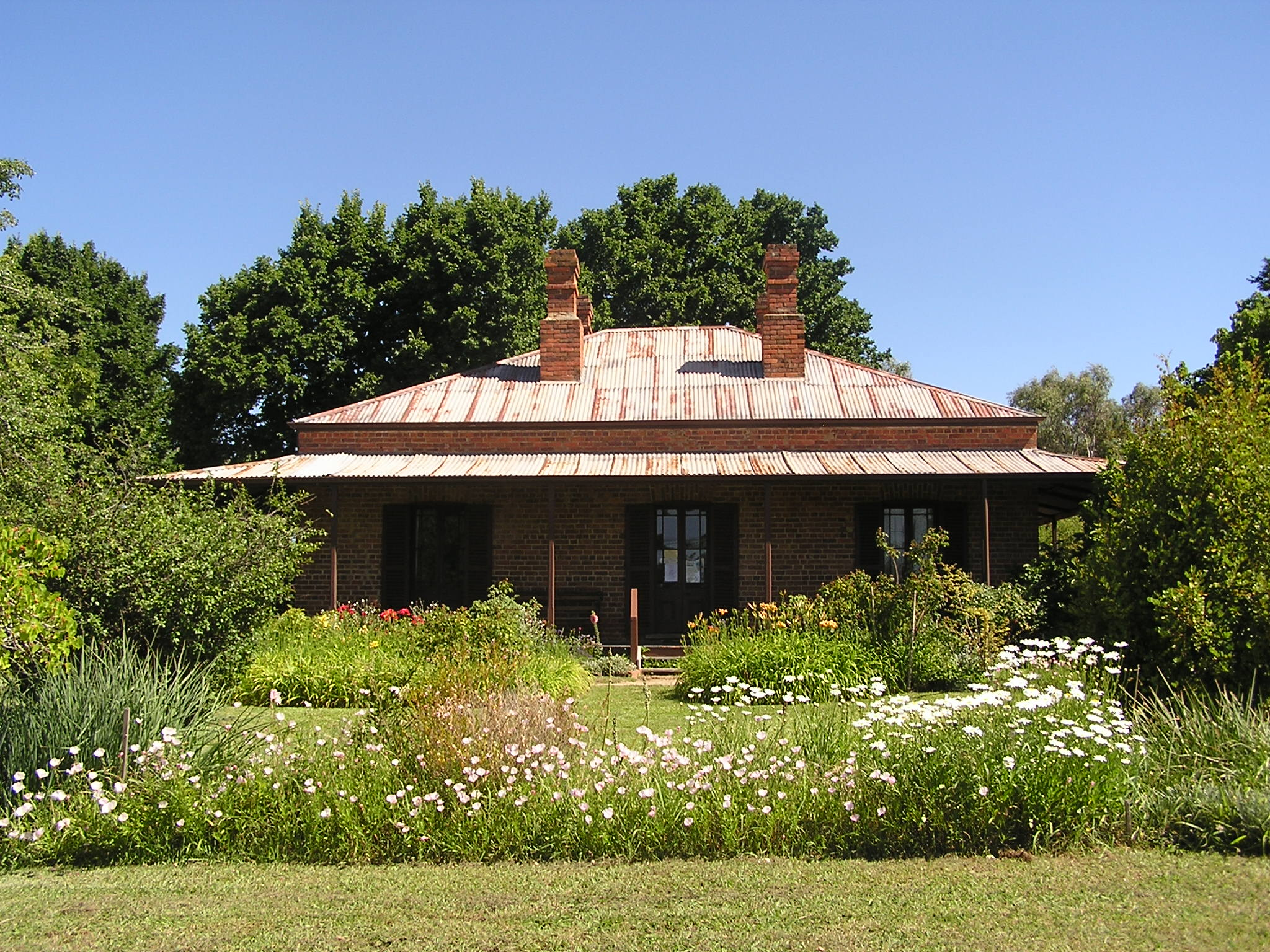
Lake View Homestead, Chiltern. La casa è stata accettata dal National Trust dell'Australia nel 1967.Collegamento interrotto|1=(ABC News story)

- Barwon Grange, iscritto il 18 aprile 1963[128] - Geelong
- Barwon Park, iscritto il 5 novembre 1964[129] - Winchelsea
- Chapel Bendigo Cemetery, iscritto il 22 luglio 1982[130] - Bendigo
- Como House, iscritta il 22 maggio 1958[131] - South Yarra
- Como Garden, iscritto il 12 giugno 1978[132] - South Yarra
- Dow's Pharmacy[133] - Chiltern
- Federal Standard Newspaper Office[134] - Chiltern
- Government House, iscritto il 22 maggio 1958[135] - Melbourne
- Gulf Station[136] - Yarra Glen
- Labassa[137] - Caulfield
- Lake View Hotel, iscritto il 3 agosto 1998[138] - Chiltern
- La Trobe's Cottage[139] - South Yarra
- McCrae Homestead[140] - McCrae
- Melbourne Maritime Museum and the Polly Woodside[141] - Melbourne
- Old Melbourne Gaol[142] - Melbourne
- Mooramong Homestead, iscritta il 23 ottobre 2007[143] - Skipton
- Mulberry Hill, iscritta il 26 settembre 1974[144] - Langwarrin South
- Iron Houses[145] - Moreland City
- Portarlington Mill[146] - Portarlington
- Rippon Lea Estate, iscritto il 3 agosto 1998[147] - Elsternwick
- The Heights[148] - Geelong
- The Heights[149] - Mornington Peninsula Shire

## Australia Occidentale
- Albany Fish, iscritto l'11 giugno 2001[150] - Albany
- Armadale District Hall, iscritto l'8 luglio 2008[151] - Armadale
- Bridgedale, iscritto 14 luglio 1997[152] - Bridgetown
- Cliff Grange Farmhouse, iscritta il 5 settembre 1977[153] - Greenough
- Clinch's Mill, iscritto il 5 settembre 1977[154] - Greenough
- Israelite Bay Post and Telegraph Station, iscritto il 20 ottobre 1980[155] - Esperance
- Moir Homestead Ruins, iscritto il 6 novembre 1995[156] - Esperance
- Top Camp Unconformity, iscritto il 1º settembre 1991[157] - Ashburton
- Bridgefield, iscritto l'11 dicembre 2000[158] - Margaret River
- Bassendean Primary School, iscritto l'8 febbraio 1999[159] - Bassendean
- Garratt Road Bridge, iscritto il 14 aprile 1998[160] - Bayswater
- Hill 60, iscritto l'8 giugno 1998[161] - Belmont
- Wheatsheaf Inn, iscritto il 3 settembre 1984[162] - Beverley
- Boddington Old School, iscritto il 10 aprile 1980[163] - Boddington
- Anglican Church of the Annunciation, iscritta il 7 giugno 1983[164] - Broome
- Boarding House, iscritta il 4 aprile 1980[165] - Bunbury
- Cattle Chosen Farmhouse, iscritta l'11 giugno 1973[166] - Busselton
- Canning Town Hall, iscritto l'8 giugno 1998[167] - Cannington
- Capel Inn & stables, iscritto il 14 giugno 2004[168] - Capel
- MacPherson Homestead, iscritto il 5 settembre 1983[169] - Carnamah
- Church of St Mary Star of the Sea Group, iscritto il 27 maggio 1974[170] - Carnarvon
- Chittering Road Board Office, iscritto il 12 giugno 2000[171] - Chittering
- Administration Building, St Louis Community, iscritto il 2 novembre 1981[172] - Claremont
- All Saints Anglican Church, iscritto l'8 marzo 1988[173] - Collie
- Bank, iscritta il 27 ottobre 1976[174] - Coolgardie
- Long Homestead Site, iscritto il 12 marzo 2001[175] - Coorow
- Albion Hotel & Grounds, iscritto il 5 marzo 1985[176] - York
- Barnong Station, iscritta il 2 settembre 1985[177] - Yalgoo
- Johnston's Buildings, iscritta il 14 agosto 2006[178] - Wyalkatchem
- Vlaming Head Lighthouse Group, iscritto il 4 ottobre 1976[179] - Exmouth
- Scotsdale Road Bridge, iscritto l'8 luglio 1996[180] - Denmark